# Tánger Med
Tánger Med es un puerto de gran calado de nueva construcción situado en la vertiente marroquí del estrecho de Gibraltar, a 45 km de la ciudad de Tánger (Marruecos) y 20 km de Ceuta (España). Se sitúa en una posición estratégica, en el punto de la costa de Marruecos más cercano a la costa de la península ibérica (Tarifa a 15 km) y en lugar de paso de las rutas marítimas que unen Europa, África y América.
Está rodeado por una zona franca de activades industriales y logísticas. Su construcción comenzó en 2004 y la primera fase entró en funcionamiento en julio de 2007. Sus principales funciones son el tráfico de grandes mercantes y el desvío de la mayor parte de los vehículos embarcados en ferris que anteriormente desembarcaban en el casco urbano de Tánger.

## Situación geográfica
El puerto fue creado en la localidad de Oued Rmel, al norte de Marruecos, donde no existía un puerto precedente. El enclave fue elegido debido a su cercanía a la costa de la península ibérica, siendo el puerto más cercano el de puerto de Tarifa, y por su situación en pleno estrecho de Gibraltar, por donde pasan las rutas marítimas que se adentran en el Mediterráneo. El estrecho de Gibraltar es la segunda ruta marítima más frecuentada del mundo, con 100.000 barcos por año, algunos de los cuales realizan las grandes rutas marítimas que unen América, Asia y Europa. Las mercancías del puerto Tánger Med pueden llegar a Marsella o Barcelona en 24 horas, o a Shanghái en 22 días.
El servir de punto de unión de las diferentes rutas hace que su actividad principal sea la del trasbordo de mercancías de unos barcos a otros. Esta actividad es también común en el otro gran puerto del estrecho, el puerto de la bahía de Algeciras.
La construcción se encargó a una empresa pública marroquí denominada Agence Spéciale Tanger Méditerranée (TMSA). El puerto se compone de dos terminales de contenedores, de una capacidad total de 3,5 millones de contenedores, una terminal de graneles, una estación marítima para pasajeros y una terminal de hidrocarburos. La terminal de contenedores 1 fue concedida a la naviera Maersk, que se trasladó a Tánger Med desde el puerto de la bahía de Algeciras, mientras que la terminal de contenedores 2 fue concedida al consorcio Eurogate-Contship / MSC / CMA-CGM durante el mismo tiempo.
El puerto dispone de acuerdos con 50 puertos mercantes del mundo con los que está unido por líneas semanales, habiendo heredado la mayor parte de los acuerdos del puerto de Tánger ciudad.

## Actividad
El puerto tuvo un tráfico de un millón de contenedores en 2008, 1,22 en 2009 y previó 1,6 para 2010. El objetivo es llegar a tratar 3,5 millones en 2013, convirtiéndose así en el mayor puerto trasbordador de África.
La estación de pasajeros se finalizó en 2009, y en 2010 las rutas que unían el puerto de Tánger con Algeciras fueron trasladadas a Tánger Med. Con 8 muelles para ferris y 35 hectáreas de terreno libre entre la terminal marítima y los muelles, está diseñado para transportar 7 millones de pasajeros y 700.000 kilómetros al año.
La gestión del puerto depende de la Autoridad Portuaria de Tánger Med.

## Ampliación
Se encuentra en ejecución al oeste del puerto una ampliación conocida como Tánger Med II que aumenta la capacidad del puerto con dos nuevas terminales de contenedores (terminales 3 y 4) de gran calado que ofrecerán una capacidad suplementaria de 5 millones de contenedores, que le llevará a una capacidad punta de 8,5 millones de contenedores.
La terminal 3, de una capacidad de 3 millones de contenedores, comprende 1.600 metros de muelles y 78 hectáreas de superficie libre. Ha sido concedida a un grupo formado por Maersk, APM Terminals y Akwa Group. La capacidad será dedicada principalmente a la naviera Maerks.
La terminal 4, de una capacidad de más de 2 millones de contenedores, comprende 1.200 metros de muelles y 54 hectáreas de terreno libre. ha sido concedida al operador marroquí Marsa Maroc. Esta terminal, de tipo público, podrá ser utilizada por cualquier naviera.